# Olios rotundiceps
Olios rotundiceps is een spinnensoort uit de familie van de jachtkrabspinnen (Sparassidae).
De wetenschappelijke naam van de soort werd in 1901 als Sparassus rotundiceps gepubliceerd door Reginald Innes Pocock.